# Smith & Wesson Centennial

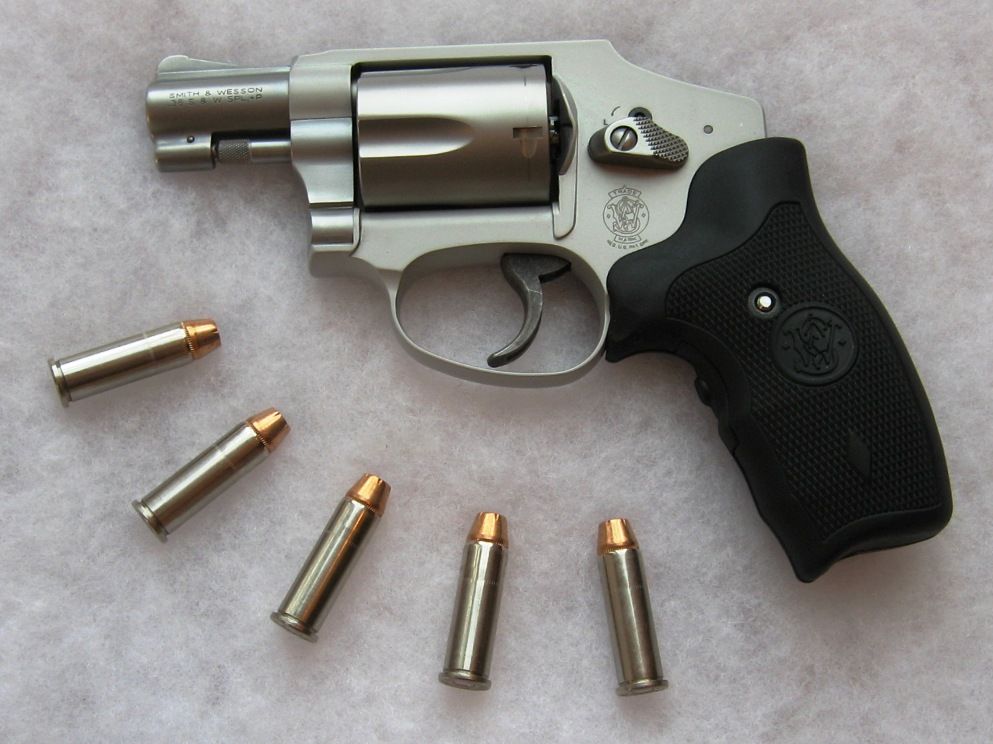
Le S&W 642 Centennial et 5 cartouches de .38 Special.

Dérivé du Chiefs Special, le Smith & Wesson Centennial est construit sur la petite carcasse J et tire en double action obligatoire (DAO). Sous le nom de Centennial ont été vendus des modèles avec carcasse en acier au carbone (S&W Modèle 40), en alliage léger (S&W Modèle 42) ou en acier inoxydable (S&W Modèle 640, S&W Modèle 642 et S&W Modèle 940).

## Histoire et diffusion
Le S&W Centennial a été introduit sur  le marché  de la défense personnelle en 1952 pour le 100e anniversaire de la firme Smith & Wesson et a été produit jusqu’en 1974. La production des versions du Centennial  a repris en 1990. Au cours des années 1960 est apparu le Modèle 42 allégé, vendu jusqu’en 1974. Dans les années 1990 sortent des usines de Springfield des petites séries de S&W Modèle 940 (calibre 9 mm Luger)  et  S&W Modèle 632 (calibre .32 Magnum)  
Compact et léger, il est souvent porté à la cheville par les policiers, les officiers de police ou les gardes du corps. Le Centennial est  ainsi l'arme de secours  du  détective Ken "Hutch" Hutchinson dans la série Starsky et Hutch . L'apparition des Glock 26/Glock 27 et autres Kahr K9 en limitent les ventes depuis la fin des années 1990

## Apparitions dans la fiction
À la télévision, le Centennial est l'arme des héroïnes  — tante et nièce — des séries australiennes Miss Fisher enquête  et Les Nouvelles Enquêtes de Miss Fisher  dans une version dorée. Au cinéma c'est donc l'arme de Phryne Fisher (en) dans Miss Fisher et le Tombeau des larmes. Ainsi, dans le cas de Miss Fisher enquête et Miss Fisher et le Tombeau des larmes, l'emploi  de ce petit revolver constitue un anachronisme. En effet, fabriqué entre 1952 et 1974, il ne peut avoir été vendu à une Australienne des Années Folles.

## Données numériques

### Modèle 40
- Munition : .38 Special
- Longueur x hauteur : 16x11 cm
- Canon : 5 cm
- Masse du revolver vide : 600 g
- Barillet : 5 cartouches

### Modèle 42
- Munition : .38 Special
- Carcasse : alliage
- Longueur x hauteur : 16x11 cm
- Canon : 5 cm
- Masse du revolver vide : 430 g
- Barillet : 5 cartouches

### Modèle 442
- Munition : .38 Special
- Carcasse : alliage
- Longueur x hauteur : 16 x 11 cm
- Canon : 5 cm
- Masse du revolver vide : 430 g
- Barillet : 5 cartouches

### Modèle 642
- Munition : .38 Special
- Carcasse : alliage
- Longueur x hauteur : 16x11 cm
- Canon : 5 cm
- Masse du revolver vide : 450-500 g
- Barillet : 5 cartouches

### Modèle 940
- Munition : 9mm Parabellum
- Carcasse : acier inox
- Longueur x hauteur : 16 ou  19 x11 cm
- Canon : 5 ou 7,6 cm
- Masse du revolver vide : 520 ou 620 g
- Barillet : 5 cartouches

### Modèle 632
- Munition : .32 Magnum
- Carcasse : acier inox
- Longueur x hauteur : 16 ou  19 x11 cm
- Canon : 5 ou 7,6 cm
- Masse du revolver vide : 520 ou 620 g
- Barillet : 6 cartouches

## Sources
- L. Sérandour, Les Armes de poing modernes, Balland, 1970
- R. Caranta, Les Armes de votre Défense, Balland, 1977
- R. Caranta, L'Aristocratie du Pistolet, Crépin-Leblond, 1997
- J. Huon, Encyclopédie de l'Armement mondial, tome 3, Grancher 2012.